# Australian National Airways (1930)
Australian National Airways — австралійська авіакомпанія, що функціонувала в 1930-1931 роках.
Компанія була заснована в 1929 році Чарльзом Кінгсфорд-Смітом і Чарльзом Ульмом.
У січні 1930 року почалися рейси авіакомпанії Australian National Airways з Сіднея в Мельбурн. Польоти виконувалися на п'яти літаках Avro 618 Ten.
В березні 1931 один з літаків, виконуючи рейс з Мельбурна в Сідней, розбився в Австралійських Альпах. Через 8 місяців сталася ще одна катастрофа за участю літака даної компанії. Незабаром компанія була закрита, а літаки продані.

## Повітряний флот
Повітряний флот компанії складався з п'яти літаків Avro 618 Ten:
- VH-UMF Southern Cloud (розбився в березні 1931 року)
- VH-UMG Southern Star
- VH-UMH Southern Sky
- VH-UMI Southern Moon
- VH-UNA Southern Sun (розбився в листопаді 1931 року)